# Pol Antràs i Puchal
Pol Antràs i Puchal (Barcelona, 30 de juny de 1975) és un economista català, especialitzat en comerç internacional. És el fill petit dels quatre fills d'una mare ballarina a l'esbart Verdaguer i d'un pare advocat. Va estudiar a la Universitat Pompeu Fabra i s'hi va diplomar en economia el 1999, més endavant va doctorar en economia al Massachusetts Institute of Technology el 2003. Després d'ocupar càrrecs de professor ajudant o associat a diverses universitats, d'ençà el 2007 treballa com a professor d'economia a la Universitat Harvard.
És especialista en economia internacional i globalització. Ha estudiat, entre d'altres l'anàlisi de les cadenes de valor mundials i de la interacció entre comerç, desigualtat i redistribució costosa. Veu un perill en la creixent desigualtat de la distribució dels bens per la globalització que genera populisme que proposen solucions simplistes a problemes complexos.
| «            | Els beneficis de la globalització no s’han repartit de manera proporcional: alguns se n’han beneficiat molt i d'altres hi han perdut. […] S’han reduït els impostos als rics i els subsidis als pobres. | » |
| — Pol Antràs | |   |

Fou guardonat amb el premi de la Fundació Banco Herrero el 2009. El 2011 va formar part del consell assessor de Convergència i Unió a les eleccions generals espanyoles. El novembre de 2012 fundà amb diversos altres catedràtics catalans el Col·lectiu Wilson.